# Synchroniczność
Synchroniczność (gr. syn- „współ” i chronos „czas”) – termin stworzony przez Carla Gustava Junga na określenie hipotetycznej zasady wszechzwiązku zdarzeń, która miałaby działać obok zasady przyczynowości. Jung podał kilka nieco różniących się od siebie definicji tego pojęcia. Jedna z nich zakłada, że synchroniczność to pojawienie się w równoległych liniach dwóch zjawisk, wydarzeń lub stanów psychicznych, mających dla obserwatora wspólne znaczenie, które nie byłyby ze sobą powiązane przyczynowo (tzw. „znacząca koincydencja”).
Z kolei według naukowców głównego nurtu, przypadki „synchroniczności” są eksperymentalnie nierozróżnialne od zwykłych koincydencji lub zbiegów okoliczności - są one normalnymi zdarzeniami o niedoszacowanym prawdopodobieństwie. Praktycznie każdy zbieg okoliczności może mieć subiektywne dla obserwatora znaczenie ale nie niesie to za sobą konieczności przypisania jakiegokolwiek znaczenia obiektywnego. Z kolei wg Junga znaczenie może być obiektywne i rygorystyczne jak myśl logiczna i takie pozwala na odróżnienie synchroniczności od zwykłych koincydencji (nie przedstawił on jednak na to niezbitych naukowo dowodów, a nawet uważa się, że jest to niemożliwe, pozostawiając tę teorię jedynie na gruncie filozofii a nie badań empirycznych). Bywa, że synchroniczności są kolekcjonowane i nadaje się im paranormalne, mistyczne, a nawet religijne znaczenie. Tymczasem sama natura losowości powoduje, że przeszukiwanie danych losowych (szczególnie tych o naprawdę dużych rozmiarach i niewyidealizowanych) umożliwia uzyskanie pewnych znaczących wzorców często o charakterze pozornych korelacji, czyli nie prowadzących do żadnych przyczynowo-skutkowych teorii. Z tego wynika, że standardowa w sensie zachodnim nauka (fizyka, matematyka, psychologia itd.) jest w stanie wyjaśnić zdarzanie się tych koincydencji. Dla pojedynczej próbki ma ono bardzo niskie prawdopodobieństwo, więc intuicja może nas zawodzić (wskazując ich niezwykłość, powodując błędy poznawcze np. apofenię); jednak w istocie dla prawdziwie wielkiej liczby próbek (do jakiej obecnie mamy coraz częściej dostęp w coraz większej skali czasu i przestrzeni), pojawianie się tego typu koincydencji jest całkiem prawdopodobne (zob. np. prawo naprawdę wielkich liczb, prawo Littlewooda).
Źródłem pojęcia mogła być kultura Dalekiego Wschodu, np. dawne chińskie teorie taoistyczno-proto-naukowe oparte były nie na kwestii co jest przyczyną czego, ale na kwestii co zwykle występuje z czym, w sensie znaczącej koincydencji. The Skeptic’s Dictionary podaje, że bazą powstania pojęcia była prawdopodobnie praktyka ludów pierwotnych określana przez antropologów mianem magii sympatycznej. 
Zjawiskami trudnymi do wyjaśniania z pogranicza parapsychologii zajmuje się też (z pozycji sceptycznej) popularna szczególnie w Wielkiej Brytanii – psychologia anomalistyczna.
Nowe podejścia do możliwości prognozowania i wyjaśniania tego typu psychologicznych zjawisk (oceniane wszakże również jako niepewne) to metody z zakresu badania złożonych systemów dynamicznych (zobacz: dynamiczna psychologia społeczna). Przyczyny rozproszone lub nieuchwytne, niejako „wyzwalacze”, opisuje się fenomenem zwanym efektem motyla.
Według sceptyków synchroniczność należy do pseudonauki, nie jest ona falsyfikowalna ani testowalna.

## Synchroniczność a przyczynowość
Wzajemny stosunek tych dwóch pojęć jest traktowany różnie, sprzecznie, przez różnych autorów. Jest tak dlatego, że zarówno synchroniczność, jak i przyczynowość są definiowane w różny sposób. Jeśli definiujemy przyczynowość aksjomatycznie bardzo powszechnie: iż „nic nie może się zdarzyć bez przyczyny, a jeśli jej nie obserwujemy, to jest ona wewnętrzna” pojawia się ewidentna sprzeczność z synchronicznością lub co najmniej redundancja, jeśli jednak zdefiniujemy przyczynowość jako „relację między skutkiem, a przyczyną” sprzeczność ta zanika. Synchroniczność pod pewnymi względami jest więc stawiana w opozycji do zasady przyczynowości, a pod innymi uznaje się ich wzajemną komplementarność, szczególnie wraz z przełomowymi odkryciami w fizyce XX wieku.
Zdarza się, że przez synchroniczność rozumie się wyjaśnianie znaczących koincydencji (np. takich jak potoczne: omen, „prawo serii”), ale bez nacisku na szukanie związków przyczynowo-skutkowych lub przedwcześnie rezygnując z przyczynowości, co może powodować pewnego rodzaju „lenistwo umysłowe”.
Standardowa nauka Zachodu szuka przyczyn niezwykłych znaczących koincydencji często w samej naturze znacznego rozmiaru losowości (por. prawo Littlewooda, iluzja grupowania, twierdzenie Ramseya czy też prawo naprawdę wielkich liczb). Jung, choć zdaje się uznawać ten fakt, to jednak z dodatkowym – ukrytym – aspektem, pisze bowiem: „W całym chaosie jest kosmos, w całym nieporządku sekretny porządek”.
Według Junga wystąpienia synchroniczności nie da się odnaleźć, czy przewidzieć – po prostu się je odkrywa, jednakże z drugiej strony Jung także twierdzi, że świadome ego jest jakoby prowadzone ku synchronicznościom przez archetypy nieświadomości zbiorowej, wówczas powstaje pytanie, czy archetypy nie są wtedy jednak przyczyną, łączącą te zdarzenia. Podważana jest też poprawność twierdzenia o „pozaprzyczynowości” (gdy brać pod uwagę szerokie klasyczne rozumienie przyczyn) w definiowaniu tego typu zjawisk, a raczej rozważana ich wieloprzyczynowość – Jung był pod wpływem wąskiej definicji przyczynowości, więc brał pod uwagę tylko przyczynę sprawczą w swych rozważaniach, pojawiają się opinie, że pominięte przez Junga arystotelesowskie przyczyny formalna i celowa są tymi tradycyjnymi pojęciami, które zastąpiłyby jungowskie pojęcie „pozaprzyczynowości” (sprawczej).
Zdefiniowanego przez Junga zjawiska synchroniczności najczęściej z założenia nie dąży się, lub wręcz nie da się udowodniać przyczynowo-skutkowo, racjonalnie w sensie zachodnim. W dociekaniu naukowym typu zachodniego, nawet jeśli przyczyny są wyjątkowo nieuchwytne, złożone, emergentne to, szczególnie obecnie, szuka się przyczyn – jeszcze głębiej (w samej „głębi” zgodność z postulatami Junga).

## Synchroniczność a zbieg okoliczności
Według niektórych naukowców (np. D.P. Bloch) synchroniczność może być oferowana jako alternatywa dla pojęcia zbiegu okoliczności – jeśli interpretuje się synchroniczność jako uwzględniającą luźno, niezbyt spójnie zdefiniowane związki kulturowo uzależnione, metaforyczne, symboliczne, najczęściej nie powtarzalne, które wręcz mogą być uznane po prostu za pojawiające się ze sobą przypadkowo. Jung sprzeciwiał się tej interpretacji, twierdząc, że taka „synchroniczność” nie jest prawdziwa, ponieważ poza czynnikiem subiektywnym (stan psychiki danej osoby, społeczności) powinno się jednak włączać, do interpretowania zdarzeń jako synchronicznych, sporo cech obiektywizmu i logiki, wówczas to, taka synchroniczność, zdaniem Junga, nie jest zwykłym zbiegiem okoliczności. W przeciwnym wypadku gdy postępują: subiektywizacja w spojrzeniu na „synchroniczność” i mnożenie jej postrzegania w każdych nawet luźno skojarzonych zdarzeniach, to być szkodliwe i prowadzić wręcz do paranoi, czy też, według innych, to właśnie w czasie dla danej osoby kryzysowym mają jakoby zbierać się wokół niej liczne synchroniczności. Z kolei w zasadzie przyczynowości (m.in. w kulturze Zachodu) przez wieki wypracowano metodę jasnego spójnie logicznie uzasadnionego wnioskowania na temat łańcucha bezpośrednio zależnych od siebie zdarzeń, co więcej wnioskowania powtarzalnego w bardzo podobnych warunkach i w sposób ewidentnie nielosowy, maksymalnie uniezależniany obserwatora i jego związków kulturowych, więc wykrywane związki nie są jak synchroniczności: nieprzywoływalne deterministycznie, ulotne, jednorazowe, więc wręcz niemożliwe do badania naukowego bez odpowiedniego aparatu zakorzenionego w kulturze.

## Synchroniczność w Europie
Termin synchroniczność po raz pierwszy został wprowadzony w Europie przez psychiatrę i psychologa Carla Gustava Junga w 1930 roku w mowie na cześć Richarda Wilhelma – ewangelickiego misjonarza (do ówczesnych Chin), z którym razem zafascynowali się i próbowali zrozumieć zasadę chińskich wróżb Yijing, co mogło dać przyczynę dla kolejnych prac Junga o synchroniczności.
Jung sądził, że naturalność idzie w parze z irracjonalizmem, a przeciwstawia się technice naukowej:

Intelekt opanował psyché (...) i wprowadził epokę techniki naukowej, która coraz mniej miejsca pozostawia dla człowieka naturalnego i irracjonalnego.

Jungowi udało się nakłonić Wolfganga Pauliego do współpracy w swej irracjonalistycznej dla kultury zachodu pracy, Pauli zamieścił swoją powiązaną pracę w tomie, w którym Jung opublikował artykuł Synchroniczność jako zasada pozaprzyczynowych koincydencji (1952), co nie zmienia faktu że Pauli bywał ostrym krytykiem idei Junga.
Często cytowanym za Jungiem przykładem na wystąpienie synchroniczności jest historia pacjentki, która opowiadała Jungowi swój sen o złotym skarabeuszu. Dokładnie w tej samej chwili Jung usłyszał delikatne dźwięki dochodzące od okna. Otworzył je i do pokoju wleciał owad podobny do tego z równoczesnej opowieści pacjentki – skarabeusz wbrew swoim zwyczajom wleciał do zaciemnionego otoczenia. Jung uważał, że nie można racjonalnie wyjaśnić tej koincydencji, sądził, że należy użyć tu synchroniczności, podczas gdy w rzeczywistości zdarzenie to może mieć wiele racjonalnych przyczynowo-skutkowych wyjaśnień (porównaj: Richard Wiseman).
Jung zauważył, że terapia pacjentki napotykała na przeszkodę w postaci jej nadmiernego racjonalizmu. Według tego psychiatry pacjentce potrzebna była zmiana punktu widzenia polegająca na otwarciu świadomości na zjawiska irracjonalne. Taką zmianę oznaczają głównie symbole odrodzenia, a skarabeusz jest właśnie staroegipskim symbolem odrodzenia.
Jung sądził, że zbiegi okoliczności nie zawsze są wynikiem przypadku. Uważał, że niektóre z nich to wyraz działania sił natury, które wiążą ze sobą wydarzenia niezależne przyczynowo. Zdobywanie intuicyjnej świadomości tych sił i działanie zgodne z nimi miałoby prowadzić do procesu indywiduacji. Osoby, które przeszły fazę indywiduacji mogą według Junga kształtować zdarzenia wokół siebie przez kontakt między swoją świadomością a nieświadomością zbiorową.
Niektórzy eksperymentatorzy zasadą synchroniczności próbują tłumaczyć zjawiska paranormalne, jak jasnowidzenie i telepatia, a także wróżenie za pomocą Yijing i astrologii.

## Krytyka
Ponieważ hipotez i sądów teorii synchroniczności nie da się potwierdzić ani udowodnić, w najlepszym przypadku uważa się ją za hipotezę z pogranicza filozofii (por. metafizyka) i psychologii lub pseudonauki.

Nic nie dzieje się bez przyczyny, lecz wszystko z jakiejś racji i konieczności.
– Leucyp, V w. p.n.e.

Już od przedsokratejskich filozofów (zobacz: praprzyczyna arché), poprzez Arystotelesa w kręgu cywilizacji zachodniej zjawiska – o których Jung sądził, iż są niewyjaśnialne inaczej niż przez synchroniczność – wyjaśnia się za pomocą zasady przyczynowości:
- koincydencję zdarzeń wyjaśnia się, wykorzystując rachunek prawdopodobieństwa, który jest w stanie wyjaśnić zdarzenia synchroniczne bez odwoływania się do poza przyczynowego rzekomego związku między nimi, wrażenie niezwykłości może wynikać stąd, że istnieją zdarzenia losowe mające inne prawdopodobieństwa niż wskazywałaby intuicja (np. paradoks dnia urodzin, teoria Ramseya), jak też mało-prawdopodobne koincydencje w świecie fizycznym są częstsze niż się potocznie uważa (np. koincydencje antropiczne).
- czasem synchronicznością uzasadnia się spirytualizm czy transcendencję (por. psychologia transpersonalna), jednakże np. w tomizmie Boga postrzega się jako właśnie Przyczynę[24] istotnych skutków.
- doświadczanie synchroniczności może być w niektórych przypadkach rodzajem myślenia magicznego
- stosuje się również modelowanie komputerowe pewnych zjawisk o cechach samopodobieństw z wykorzystaniem fraktali, teorii chaosu deterministycznego[25], więc metodami opartymi na zasadzie przyczynowości.

Uznawanie synchroniczności może powodować przyzwalanie na złudne, a nawet urojeniowe dostrzeganie związków znaczeniowych tam gdzie ich nie ma – ten błąd poznawczy (który może występować także jako objaw zwiastunowy schizofrenii) opracowywał niemiecki psychiatra Klaus Conrad, uznaje się go za autora nazwy niniejszego zjawiska: apofenia (zobacz też: pareidolia); jednakże nie zauważane i nie wyjaśniane koincydencje (nadmierny „racjonalizm” nie uznający nawet ewidentnie naukowo ścisłych dowodów na pewne anomalie) również mogą być patogenem, zasługą Junga jest nacisk na głębsze ich wyjaśnianie, krytykę powoduje sam sposób wyjaśniania.